# Paulo Macedo
Paulo Jorge Morais Rebelo de Macedo (Luanda, 28 maggio 1968) è un ex cestista e allenatore di pallacanestro angolano.

## Carriera
Con l'Angola ha disputato i Giochi olimpici di Barcellona 1992, tre edizioni dei Campionati mondiali (1986, 1990, 1994) e tre dei Campionati africani (1989, 1992, 1993).